# ناحیه برج زموره
ناحیه برج زموره (به عربی: دائرة برج زمورة) یک ناحیه در الجزایر است که در استان برج بوعریریج واقع شده‌است.